# Сфорца, Джиневра
Джиневра Сфорца (итал. Ginevra Sforza, Анкона, 1440 — 16 мая 1507), внебрачная дочь Алессандро Сфорца, синьора Пезаро.

## Биография
19 мая 1454 г. в церкви Сан-Джакомо Маджоре обвенчалась с Санте Бентивольо, который был старше её на 16 лет. Родила в этом браке четверых детей:
- Костанца (1458—1491 гг.), в 1473 г. вышла замуж за Антонмария Пико да Мирандола;
- Эрколе (1459—1507 гг.), кондотьер, женился на Барбаре Торелли;
- две младшие дочери умерли в детстве.

В 1463 г, овдовела, год спустя вышла замуж за Джованни Бентивольо, войдя в число его советников. Возможно, связь между ними возникла ещё при жизни Санте Бентивольо.
Джиневра родила от второго мужа шестнадцать детей, из которых пятеро умерли в детстве.
- Камилла Бентивольо, монахиня монастыря Тела Христова;
- Изотта, монахиня монастыря Тела Христова;
- Франческа, вышла замуж за Галеотто Манфреди, который был впоследствии убит по её приказу;
- Аннибале (1469—1540), женился на Лукреции, дочери Эрколе I д’Эсте, был синьором Болоньи в 1511—1512 гг.;
- Элеонора;
- Антонгалеаццо (1472—1545), прелат;
- Алессандро (1474—1532), женился на Ипполите Сфорца;
- Эрмес (1475—1513);
- Лаура, вышла замуж за Джованни Гонзага;
- Виоланте, вышла замуж за Пандольфо IV Малатеста;
- Бьянка.

Дружила с Джентиле Будриоли, женой нотариуса Алессандро Чимиери, студенткой Болонского университета, которую обвинили в колдовстве и отправили на костёр в 1498 г..
В 1466 г. Папа Римский Павел II признал синьорию Джованни и наделил его полномочиями папского викария Болоньи.
После конфронтации с семьей Мальвецци в 1488 г., в 1501 г. Бентивольо вскрыли другой заговор, организованный их соперниками из числа Марескотти. По совету Джиневры, многие члены этой семьи были убиты.
В 1505 г. выжившие противники Бентивольо обратились за помощью к Папе Юлию II, который приказал Джованни II оставить Болонью вместе с семьей. Джиневра, высланная в Парму, была отлучена от церкви, поскольку проживала слишком близко от Болоньи. Юлий II отказывался её принять в своём замке Понте Поледрано (ныне замок Бентивольо), несмотря на многочисленные просьбы.
Умерла 16 мая 1507 г., похоронена в общей могиле недалеко от Буссето. Годом позже умер Джованни.

## Образ Джиневры в искусстве
В вашингтонской Национальной галерее искусства хранятся два портрета Джиневры Сфорца. На одном, работы Антонио Марескотти она запечатлена в юности, во времена первого брака с Санте Бентивольо. В той же галерее хранится диптих работы Эрколе де Роберти примерно 70-х годов XV века, на котором Джиневра и её второй муж, Джованни Бентивольо, изображены в профиль, обращенными друг к другу. В церкви Сан-Джакомо Маджоре в Болонье в приделе Бентивольо находится портрет Джиневры как крупного жертвователя на храм, где она изображена в окружении семьи у ног восседающей на троне Мадонны, работы Лоренцо Коста (1488 г.) Ещё при жизни Джиневры, в 1483 г., гуманист Джованни Сабадино из Ариенти включил её жизнеописание в сборник биографий выдающихся женщин под названием «Gynevra de le clare donne». В замке Бентивольо (Эмилия-Романья) имеется скульптурное изображение Джиневры (раскрашенная терракота).